# 李珪 (成化進士)
李珪（1431年—1490年），字廷器，陝西省同州人，民籍，治《禮記》。

## 生平
八月十二日生，行三，由州學生中式陝西鄉試第五十名舉人，會試中式第三百四十名。年三十六歲中式成化二年丙戌科第三甲第一百四十一名進士。

## 家族
曾祖李彥忠；祖李寬；父李森；母徐氏。具慶下，妻王氏，兄肅；亨，弟顯；文達。